# Patagioenas picazuro
Patagioenas picazuro là một loài chim trong họ Columbidae.